# Athina Livanos
Athina Mary Livanos Onassis Spencer-Churchill Niarchos (19 de marzo de 1929, Londres - 10 de octubre de 1974, París), más conocida como Athina Livanos (gr: Αθηνά Λιβανού), fue una socialité francesa, segunda hija del magnate naviero griego Stavros Livanos y primera esposa de Aristóteles Onassis, el hombre más rico del planeta durante buena parte del siglo XX, y madre de sus hijos; Alexander y Christina. Contrajo matrimonio en tres ocasiones: su primer matrimonio fue con Onassis, el segundo con el duque inglés John Spencer-Churchill, quien estaba emparentado con figuras importantes de su país, como Winston Churchill o Diana de Gales, y el tercero y último con el empresario Stavros Niarchos, viudo de su hermana Eugenia.

## Biografía
«Tina» (Τίνα), como era conocida en su familia, nació el 19 de marzo de 1929 en Londres en el seno del matrimonio conformado por el empresario griego Stavros Livanos y Arietta Zafirakis. Era hermana de George Livanos, empresario, y de Eugenia Livanos. Se educó junto a sus hermanos en las mejores escuelas de Inglaterra y podía hablar de manera fluida el griego, el francés y el inglés.
El 28 de diciembre de 1946, Tina, de 17 años de edad, contrajo matrimonio con Aristóteles Onassis, que contaba con 23 años más que ella. Fruto de este enlace nacieron Alexander, en 1948, y Christina, en 1950. En 1960, el matrimonio finalizó con un divorcio luego de que encontrara a su esposo con una amiga suya en la cama en el Chateau de la Croë, una casona ubicada en Antibes, y posiblemente también a causa del escándalo mediático por la relación entre Onassis y la cantante de ópera María Callas. Tras su divorcio, utilizó su nombre de soltera hasta su matrimonio en 1961 con el noble inglés John Spencer-Churchill, 11º duque de Blandford. El matrimonio terminó pasados diez años de la misma manera que el primero. Su tercer y último cónyuge fue el empresario griego Stavros Niarchos, viudo de su hermana Eugenia y competencia de Onassis en el negocio del transporte naviero. Athina murió el 10 de octubre de 1974 en París, donde vivía con Niarchos, a los 45 años por una sobredosis de barbitúricos, luego de haber pasado por una crisis causada por la muerte prematura de su hijo Alexander en un accidente aéreo.
Tras su muerte, su hija Christina demandó a su padrastro por la herencia de su madre, que rondaba los 250 millones de dólares, alegando que el matrimonio debía ser anulado en virtud de la legislación griega. Más tarde, Christina retiró la demanda y Niarchos devolvió todo el dinero como así joyas, colecciones de arte y demás objetos personales.